# اونشتروتال
اونشتروتال (به آلمانی: Unstruttal) یک شهر در آلمان است که در اونستروت-هاینیش واقع شده‌است. اونشتروتال ۳٬۴۸۳ نفر جمعیت دارد.